# Savin Paternoster
Savin Paternoster of Paternostre (Mark, 11 juli 1827 - 7 juni 1887) was een Belgisch volksvertegenwoordiger en burgemeester.

## Levensloop
Hij was een zoon van de landbouwer Michel Paternoster en Marie-Anne Devroede. Hij trouwde met Constance Devroede.
In 1860 werd hij gemeenteraadslid en van 1870 tot 1884 was hij burgemeester van Mark.
Hij was provincieraadslid van 1862 tot 1874. 
In 1874 werd hij verkozen tot liberaal volksvertegenwoordiger voor het arrondissement Zinnik en vervulde dit mandaat tot in 1878. Hij werd opgevolgd door Gustave Paternoster.